# 35 Piscium
35 Piscium, som är stjärnans Flamsteed-beteckning, är en trippelstjärna i den sydvästra delen av stjärnbilden Fiskarna och med variabelbeteckningen UU Piscium. Den har en genomsnittlig kombinerad skenbar magnitud på ca 5,88 och är svagt synlig för blotta ögat där ljusföroreningar ej förekommer. Baserat på parallaxmätning inom Hipparcosuppdraget på ca 12,9 mas, beräknas den befinna sig på ett avstånd på ca 254ljusår (ca 78 parsek) från solen. Den rör sig bort från solen med en heliocentrisk radialhastighet på ca 0,9 km/s.

## Egenskaper
Tidigare har det inre stjärnparet, betecknat 35 Piscium A, beskrivits som en förmörkelsevariabel, som visar ett primärt minimum på magnitud 6,05 och ett sekundärt minimum på 6,04. Nu anges 35 Piscium, eller UU Piscium, som en pulserande ellipsoidisk variabel (ELL/DW:), som varierar mellan visuell magnitud +6,01 och 6,05 med perioden 0,841678 dygn eller 20,2003 timmar, excentricitet 0 och en banlutning av 19°. Bruno Cester hävdar emellertid att de skenbara förmörkelserna inte är verkliga utan orsakas av att olika delar av stjärnornas förvrängda bild syns i en snäv dubbelstjärna. År 2017 klassificeras den som en roterande ellipsoidisk variabel och eventuellt av typ W Ursae Majoris, även om de inte är i fysisk kontakt. Komponenterna i stjärnparet verkar båda vara lika av spektralklass  F0 V eller F0 IV.
En tredje stjärna betecknad 35 Piscium B av skenbar magnitud 7,72, ligger med en vinkelseparation av 11,464 bågsekunder från huvudparet.